# Direction générale du Trésor
Cet article concerne l'institution française. Pour l'institution béninoise, voir Direction générale du Trésor et de la Comptabilité publique.
La direction générale du Trésor (ou DG Trésor) est une direction de l'administration publique centrale française, rattachée au ministère de l'Économie et des Finances. Ses prérogatives, le niveau de son recrutement et la présence de nombre de ses anciens agents à des postes clés de l'administration et des affaires en font l'une des plus prestigieuses administrations françaises. Hormis pour son réseau à l'étranger, la DG Trésor est localisée dans le complexe architectural de Bercy.
La DG Trésor est chargée de l'analyse économique et du conseil du gouvernement dans l’élaboration et la conduite de la politique économique, commerciale et financière et réalise des prévisions et des évaluations économiques des politiques publiques ; via l'Agence France Trésor (AFT), elle assure la gestion de la dette et de la trésorerie de l’État ; elle est chargée de la régulation du financement de l'économie (secteur bancaire, assurances, marchés financiers) ; elle participe aux analyses et aux chiffrages des réformes économiques et à la rédaction du projet de loi de finances en appui de la direction du budget. Elle défend et représente également les intérêts français au sein de nombreuses enceintes multilatérales (groupes et comités de la Commission européenne et du Conseil européen ; OMC ; OCDE ; G7 ; G20…). La direction générale du Trésor, créée en 1940, doit être distinguée de la direction générale des Finances publiques, qui assure la fonction historique de Trésor public (tenue des comptes de l’État, ordonnancement et recouvrement de l'impôt, etc.).
Quelques-uns de ses services mènent une recherche économique, en particulier sur l’économie française, et publient la revue Économie & Prévision, des éclairages synthétiques (Trésor Éco) et des études et travaux de recherche.
La direction générale du Trésor est née en novembre 2004 de la fusion de trois directions stratégiques du ministère : la « direction du Trésor », la « direction des relations économiques extérieures » (DREE) et la « direction de la prévision et de l’analyse économique ».
Fin 2016, elle comptait 1 520 agents (726 en administration centrale, y compris AFT ; 723 dans 112 pays étrangers au sein de 133 implantations ; 71 agents en région (Direccte)).

## Historique
Les prémices de la direction générale du Trésor sont établies d'une part avec la direction du mouvement général des fonds (DMGF) créée en 1814, d'autre part en 1940 avec l'accroissement de l'emprise de l’État sur l'économie et le début de la planification.

### Mouvement général des Fonds
Le service du mouvement général des fonds (MGF) est créé par l'arrêté du 26 mai 1814. Les fonctions désignées par l'expression « Mouvements des fonds » étaient toutefois déjà spécialisées sous le Premier Empire, du moins à partir de 1806, lorsque le service de Bricogne l'aîné, premier commis au ministère du Trésor, est dotée de la compétence du futur Mouvement des fonds. Ce service prend de l'importance, surtout en ce qui concerne les questions de crédit, d'emprunt, de rapports avec la Bourse et avec les banques, et devient lors de la Restauration la division du mouvement général des fonds, puis avec l'ordonnance du 6 février 1828, la direction du Mouvement général des fonds (DMGF). Sa fonction fondamentale est de s'attacher à « l'application des ressources aux besoins » (ordonnance du 6 février 1828). L’importance des déficits budgétaires transforme cette direction en emprunteur permanent et en une immense banque de dépôt.
Les principales missions de la DMGF sont d'une part d'assurer l'équilibre de la Trésorerie publique (en tenant la « situation journalière du Trésor »), d'autre part d'agir dans les domaines de la monnaie, du crédit, et de l'épargne. La direction du Mouvement général des fonds est chargée de centraliser les ressources du Trésor. À ce titre, elle dirige les mouvements de fonds entre les services, gère les ordonnances des ministères, négocie les emprunts et émet les « bons royaux », ancêtres des bons du Trésor, tient le grand livre des Finances et assure la tutelle des activités boursières (la gestion journalière de la trésorerie publique et de la dette seront par la suite confiées à l'Agence France Trésor).
L’origine du mouvement général des fonds peut être tracée jusqu'en 1791, lorsqu'il faut gérer une dette publique en croissance et des ressources extraordinaires : la Trésorerie nationale forme alors un « ministère du Trésor public » au sein duquel sont prévus cinq services : le recouvrement des impôts directs, la gestion de la dette, la gestion des créances, la comptabilité et le mouvement général des fonds,,.

### Création de la direction du Trésor en 1940
Par la loi du 30 août 1940, la direction du mouvement général des fonds est fusionnée avec la direction de la Comptabilité publique, créée sous Philippe Auguste et historiquement chargée de la tenue des comptes de l'Etat et du recouvrement des impôts (le « Trésor public »). L'ensemble sera dénommé direction du trésor. La direction de la Comptabilité publique en sera séparée en 1943, la direction du Trésor perdurant.
La direction du Trésor joue un rôle clef dans la planification économique de la France dans la seconde moitié du XXe siècle. Elle répartit les crédits du plan Marshall et coordonne le financement des investissements publics.
En 1947, le bureau de statistique et d’études financières (BSEF) est rattaché à la direction du Trésor, et devient en 1952 le service des Études économiques et financières (SEEF). Rapidement, la vision keynésienne des décideurs publics et la volonté de réaliser une modélisation mathématique de l'économie a nécessité le renforcement de fonctions de prévisions économiques, qui seront détachées en 1965 dans une direction autonome, la direction de la prévision. Cette direction réalise ainsi des synthèses conjoncturelles, mais aussi des évaluations des effets économiques des politiques publiques.
Elle est chargée du contrôle des entreprises publiques issues des nationalisations de l’après-guerre puis de celles des années 1980. Ce rôle s’est réduit avec les privatisations successives.
En 1984, elle pilote la mission de contrôle des activités financières, dans le cadre de la réforme du secteur bancaire.
Par arrêté du 8 février 2001, la gestion de la dette publique est confiée à l'Agence de la dette, renommée par la suite en Agence France Trésor, qui est un service à compétence nationale rattaché au directeur du Trésor.
Un autre service à compétence nationale est rattaché à la direction du trésor : l'Agence des participations de l'État,. En 2011, l'Agence des participations de l'État est devenue indépendante de la DG Trésor (même si celle-ci continue à mettre son personnel à la disposition de l'Agence).

### Fusion de trois directions en 2004 pour former la direction générale du Trésor
En 2004, trois directions sont fusionnées pour former la direction générale du Trésor et de la Politique économique (DGTPE), avec le décret du 15 novembre 2004 :
- La direction de la Prévision et de l'Analyse économique (DPAE, ex-direction de la Prévision, DP), qui avait été créée en 1965 à partir d'un service de la direction du Trésor[8],[12] ;
- la direction du Trésor (DT) ;
- La direction des Relations économiques extérieures (DREE), historiquement indépendante depuis sa création en 1944.

À la suite de la fusion, la DGTPE est dirigée entre novembre 2004 et mi-2009 par un « triumvirat », formé d'un directeur général et de deux directeurs chargés respectivement des politiques économiques et des relations économiques internationales. Ensuite, la DGTPE change de nom en 2010 pour devenir la direction générale du Trésor.

## Organisation et fonction
La DG Trésor est dirigée par un directeur général, aidé par un directeur général adjoint. L'actuel directeur général est Bertrand Dumont qui a succédé en janvier 2024 à Emmanuel Moulin. Le poste de directeur général adjoint est occupé par Claire Cheremetinski qui a succédé en juillet 2024 à Muriel Lacoue-Labarthe et la fonction d'économiste en chef est assurée depuis juin 2023 par Dorothée Rouzet, qui succède à Agnès Bénassy-Quéré.
Depuis 2023, la DG Trésor se compose de six services et d'un secrétariat général :
- Le service des politiques macroéconomiques et des affaires européennes (SPMAE), qui se compose des trois sous-directions "PREV" (diagnostic et prévisions macroéconomiques), "EUROPE" (affaires européennes, préparation de l'ECOFIN et de l'Eurogroupe) et "MACRO" (analyse des politiques macroéconomiques), ainsi que d'une mission « Parlement européen » ;
- Le service des finances publiques et des politiques sociales (SSOFIA), qui comprend les sous-directions "FIPU" (prévisions de finances publiques) et "POLSOC" (prévisions relatives à l'emploi, au chômage et aux comptes des administrations sociales) ;
- Le services des politiques écologiques et sectorielles (SPES), composé des sous-directions "POLSEC" (élaboration, analyse et évaluation des politiques publiques sectorielles) et "TRECO" (analyse économique des politiques publiques relatives à la transition écologique et à l'énergie) ;
- Le service du financement de l'économie (SFE), comprenant les trois sous-directions "BANCFIN" (suivi des banques et financements d'intérêt général), "FINENT" (régulation du financement des entreprises et des marchés financiers) et "ASSUR" (législation et réglementation relatives à l'activité d'assurance et à l'économie sociale et solidaire), ainsi que deux pôles chargés de l'analyse économique, de la coordination européenne et des enjeux technologiques du secteur financier ;
- Le service des affaires multilatérales et du développement (SAMD), qui se compose des sous-directions "MULTIFIN" (affaires financières multilatérales et développement, secrétariat du Club de Paris), "MULTICOM" (politique commerciale et investissement) et "SECFIN" (sanctions et lutte contre la criminalité financière), ainsi que d'une unité d'évaluation des activités de développement ;
- Le service des affaires bilatérales et de l'internationalisation des entreprises (SABINE), qui comprend les sous-directions "FININTER" (financement international des entreprises et soutien au commerce extérieur) et "REP" (relations économiques bilatérales) ;
- Le secrétariat général (SG) assure la gestion des ressources humaines, du budget et des systèmes d'information et coordonne la réflexion stratégique de la direction générale.

S'y ajoutent :
- L'Agence France Trésor, service rattaché à la DG Trésor chargé de la gestion de la dette et de la trésorerie de l’État, ainsi que l'Agence des participations de l'État (ancien service des participations du Trésor), davantage autonome mais dont les agents proviennent pour la plupart de la DG Trésor et lui sont rattachés pour leur gestion.
- Fin Infra,  service chargé de conseiller les personnes publiques dans la structuration juridique et financière de leurs projets d’infrastructure et créé par le décret n° 2016-522 du 27 avril 2016

La direction générale du Trésor est par ailleurs présente au sein de la plupart des ambassades de France à travers son réseau des services économiques, animés et coordonnés régionalement par un service économique régional. Les services économiques assurent localement un travail d'intelligence économique, de soutien à l'export (grands contrats notamment), d'animation des communautés d'affaires et des institutions d'accompagnement à l'export, et plus généralement de suivi de la relation économique bilatérale, en appui direct de l'ambassadeur. Ce réseau, très sollicité par les acteurs économiques français, est hérité de l'ancienne direction des relations économiques extérieures (DREE).

### Commission économique de la Nation
La commission économique de la Nation (CEN) est un organisme français rattaché à la direction générale du Trésor. Elle regroupe des économistes français qui se réunissent quatre fois par an.
Elle examine notamment les comptes prévisionnels de la Nation pour l’année en cours et les budgets économiques pour l’année suivante. Ces comptes sont ensuite transmis au Conseil économique, social et environnemental (CESE).
La Commission économique de la Nation élabore également des hypothèses macroéconomiques (inflation…) utilisées dans différents ministères.
La Commission a été créée en 1999, elle remplace alors la Commission des comptes de la Nation qui existait depuis 1952 ; sa composition a été modifiée en 2013 par Jean-Pierre Raffarin, puis en 2015. En 2014, elle est présentée par Michel Sapin et Emmanuel Macron comme un outil de dialogue et de prospective. Sa suppression est annoncée en 2019.

## Recrutement
La DG Trésor recrute ses agents titulaires parmi les membres des grands corps techniques et administratifs de l’État et directement à la sortie de l'ENA (quatre à cinq agents chaque année, souvent classés juste derrière la "Botte",) qui rejoignent alors le corps des administrateurs civils, désormais corps des administrateurs de l’État). La DG Trésor recrute des attachés d'administration ainsi qu'un nombre important d'experts sous statut contractuel (en particulier des économistes).

## Liste des directeurs et directeurs généraux du Trésor
Directeurs du Mouvement général des fonds,
| 1823-1842                    | Étienne-Philippe Rielle                              |
| 1842-1852                    | Claude-Louis Montanier                               |
| 1852-1854                    | Adrien Lemaître                                      |
| 1854-1857                    | Jean Edmond Andouillé                                |
| 1857-1862                    | Guy Théodore Magimel                                 |
| 1862-                        | Dominique Pierre Blondin                             |
| -1866                        | Pierre Sapia                                         |
| 1867-1876                    | Ernest Dutilleul (François-Ernest Collart-Dutilleul) |
| 1901-1903                    | André Bénac                                          |
| 1909-1911                    | Charles Sergent                                      |
| 1911-1913                    | André Luquet                                         |
| 1917-1917                    | André Luquet                                         |
| janvier 1935 - novembre 1936 | Wilfrid Baumgartner                                  |
| 1936-1939                    | Jacques Rueff                                        |

Directeurs du Trésor
| 1940-1946                     | Jacques Brunet                   |
| 1946-1947                     | Ludovic Tron                     |
| 1947-1952                     | François Bloch-Lainé             |
| 1953-1960                     | Pierre-Paul Schweitzer           |
| 1960-1967                     | Maurice Pérouse                  |
| 1967-1971                     | René Larre                       |
| 1971-1974                     | Claude Pierre-Brossolette        |
| 1974-1978                     | Jacques de Larosière : 1974-1978 |
| 1978-1982                     | Jean-Yves Haberer                |
| 1982 - août 1984              | Michel Camdessus                 |
| août 1984 - août 1987         | Daniel Lebègue                   |
| août 1987 - septembre 1993    | Jean-Claude Trichet              |
| septembre 1993 - octobre 1995 | Christian Noyer                  |
| octobre 1995 - juin 2000      | Jean Lemierre                    |
| juin 2000 - juin 2004         | Jean-Pierre Jouyet               |
| juin - novembre 2004          | Xavier Musca                     |

directeurs des relations économiques extérieures
| août 1978 - janvier 1982     | Michel Freyche      |
| janvier 1982 - avril 1985    | Henri Baquiast      |
| avril 1985 - mars 1987       | Philippe Jurgensen  |
| mars 1987 - novembre 1989    | François David      |
| novembre 1989 - juillet 1993 | Jacques Desponts    |
| juillet 1993 - juillet 1996  | Jean-Pierre Landau  |
| juillet 1996 - novembre 1998 | Jacques de Lajugie  |
| novembre 1998 - janvier 2003 | Jean-François Stoll |
| janvier 2003 - novembre 2004 | Pierre Moraillon    |

directeurs de la Prévision
| 1965-1967                    | Jean Saint-Geours    |
| 1972-1974                    | Edmond Malinvaud     |
| 1974-1981                    | Pierre Cortesse      |
| avril 1982 - novembre 1987   | Jean-Claude Milleron |
| novembre 1987 - février 1992 | Patrice Vial         |
| février 1992 - janvier 1994  | François Monier      |
| janvier 1994 - mars 1997     | Philippe Nasse       |
| mars 1997 - juillet 2002     | Jean-Philippe Cotis  |
| juillet 2002 - novembre 2004 | Jean-Luc Tavernier   |

Directeurs généraux du Trésor
| Identité           | Période          | Période         |
| Identité           | Début            | Fin             |
| ------------------ | ---------------- | --------------- |
| Xavier Musca,      | 20 novembre 2004 | 26 février 2009 |
| Ramon Fernandez    | 5 mars 2009      | 29 juin 2014    |
| Bruno Bézard,      | 1er juillet 2014 | 25 mai 2016     |
| Odile Renaud-Basso | 2 juin 2016      | 2 novembre 2020 |
| Emmanuel Moulin,   | 2 novembre 2020  | 11 janvier 2024 |
| Bertrand Dumont    | 12 janvier 2024  |                 |

Directeurs généraux adjoints
| juin 2009 - décembre 2011       | Benoît Cœuré           |
| décembre 2011 - août 2013       | Claire Waysand         |
| septembre 2013 - septembre 2015 | Sandrine Duchêne       |
| septembre 2015 - août 2018      | Thomas Courbe          |
| septembre 2018 - novembre 2020  | Bertrand Dumont        |
| janvier 2021 -juillet 2024      | Muriel Lacoue-Labarthe |
| juillet 2024 -                  | Claire Cheremetinski   |